# (400295) 2007 TL111
(400295) 2007 TL111 es un asteroide perteneciente al cinturón de asteroides, descubierto el 3 de septiembre de 2007 por el equipo del Catalina Sky Survey desde el Catalina Sky Survey, Arizona, Estados Unidos.

## Designación y nombre
Designado provisionalmente como 2007 TL111.

## Características orbitales
2007 TL111 está situado a una distancia media del Sol de 2,403 ua, pudiendo alejarse hasta 2,852 ua y acercarse hasta 1,955 ua. Su excentricidad es 0,186 y la inclinación orbital 12,00 grados. Emplea 1361,44 días en completar una órbita alrededor del Sol.

## Características físicas
La magnitud absoluta de 2007 TL111 es 17.